# Liemers (dialect)

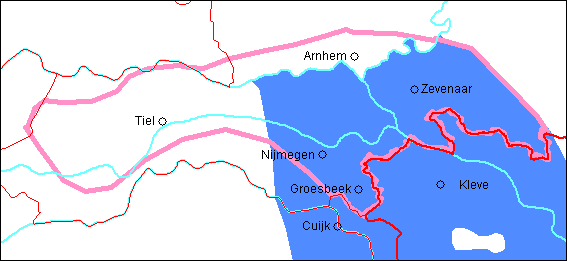
Het Liemers behoort tot het Zuid-Gelders volgens Jo Daan (roze) en tot Kleverlands volgens Goossens (blauw)

Het Liemers is een Kleverlands (Noordnederfrankisch) dialect met Nedersaksische invloeden. Het wordt gesproken in de gelijknamige streek in Gelderland.

## Verspreiding
Het Liemers wordt traditioneel gesproken in de (voormalige) gemeenten Bergh en Didam, in Duiven, Gendringen, Groessen, Rijnwaarden, Wehl, Westervoort en Zevenaar. 
Het is volgens veel dialectologische indelingen een overgangsdialect tussen de Zuid-Gelderse dialecten ten zuidwesten van de Liemers en het Nedersaksische Achterhoeks ten noordoosten ervan. Jo Daan rekent de dialecten van de Liemers tot het Zuid-Gelders. Volgens de definitie van het Kleverlands die door José Cajot wordt aangehouden, is de Oude IJssel de noordoostgrens. 
In het Kleverlands gebruikt men ald en gold, de Nedersaksische tegenhangers hiervan zijn old en gold. De Oude IJssel valt ook samen met de Eenheids-pluralislijn.

## Kenmerken
Voor de dialecten van Liemers en Achterhoek werd door een team o.l.v. Dr. Lex Schaars het Woordenboek van de Achterhoekse en Liemerse Dialecten (WALD) ontwikkeld. De delen daarvan zijn online beschikbaar via de website van het Erfgoedcentrum Achterhoek Liemers te Doetinchem.
Nedersaksische kenmerken in het Liemers zijn:
- Het gebruik van los in plaats van open, als in De deur steet los ("De deur staat open")
- bun, bunt en zun voor standaardnederlands ben, bent en zijn (overig Zuid-Gelders bin, bint en zien)
- Meervouden met umlaut zoals beum ("bomen") (bestaat naast bome)[1]

Zuid-Gelderse kenmerken van het Liemers zijn:
- De uitgang -e in plaats van -t in de meervoudsvormen van werkwoorden (Wi-j lope in plaats van Achterhoeks Wi-j loopt)
- De uitgang -e in plaats van -en voor infinitieven, sterke voltooid deelwoorden en meervouden van zelfstandige naamwoorden (lope in plaats van Achterhoeks lopen)
- Vaak geen -e achter zelfstandige naamwoorden waar het Achterhoeks die wel heeft (brug in plaats van brugge)
- "Gi-j" als persoonlijk voornaamwoord in de tweede persoon enkelvoud, in plaats van Achterhoeks i-j, ie
- "Ollie", "gillie", "zillie" als persoonlijke voornaamwoorden meervoud
- Een lange /ɛː/ (geschreven in WALD-spelling als "ae") in bepaalde sterke werkwoorden waar het Achterhoeks een /ɛ/ heeft en het Nederlands een /e/: Liemers aete, Achterhoeks etten, Algemeen Nederlands eten.

Een ander opvallend kenmerk van het Liemers is dat het lange en korte varianten van /i/, /y/ en /u/ onderscheidt. Je kunt dus het verschil horen tussen de lange i-klank in zie:n ("zien") en de korte in zien ("zijn" als bezittelijk voornaamwoord).

Vergelijking van Kleefslandse dialecten
| Duits       | Nederlands | Emmereks    | Liemers              |
| ----------- | ---------- | ----------- | -------------------- |
| guten Tag   | goede dag  | moin        | mój                  |
| Karneval    | carnaval   | Fastelovend | kerneval/vastenaoved |
| ich         | ik         | ek          | ik                   |
| reden       | praten     | proote      | praote               |
| Fahrrad     | fiets      | Fits        | fiets                |
| Teller      | (eet)bord  | Telder      | telder               |
| Deutschland | Duitsland  | Düütschland | Duutsland            |
| Emmerich    | Emmerik    | Emmerek     | Emmerik              |
| Niederlände | Nederland  | Nedderland  | Nederland            |
| Kirche      | kerk       | Kerk        | kerk                 |
| Rhein       | Rijn       | Rhin        | Rien                 |
| Ostern      | pasen      | Poosse      | paose                |
| Sprache     | taal       | Sprook      | taol                 |
| haben       | hebben     | hämme       | hemme                |
| Es          | het        | Et          | 't                   |
| auch        | ook        | ook         | ook                  |